# سباعي أحمد عثمان
سباعي أحمد عثمان (1937- 1988)، قاص وصحفي سعودي، من مجددي تقنيات القصة القصيرة في السعودية، وأحد الذين أثّروا بشكل كبير في كُتّاب القصة، إذ عُرف عنه تشجيعه للكُتاب الشباب وتقييم قصصهم بعد نشرها في الصحف التي كان يعمل بها، وقد عمل مديرًا لتحرير صحيفة عكاظ، ومحررًا لملحق صحيفة المدينة الثقافي (دنيا الأدب)، كما عمل مديرًا للنشر في شركة تهامة، وكان عضوًا في نادي جدة الأدبي، إلى جانب عضويته في كلًا من جمعية الثقافة والفنون ونادي القصة السعودي، أصدر 3 مجموعات قصصية أولها (الصمت والجدران)، الصادرة عن نادي الطائف الأدبي عام 1979.

## حياته
ولد سباعي عثمان في السودان عام 1937، ودرس في جامعة القاهرة فرع الخرطوم (جامعة النيلين حاليًا) لمدة عامين بكلية الآداب، قبل أن ينتقل إلى السعودية ويعمل في رابطة العالم الإسلامي بجدة، وأقام لفترة في المدينة المنورة أثناء عمله مدرسًا في المعهد التجاري، وانتقل بعد ذلك إلى الصحافة حيث عمل في كلًا من صحيفة عكاظ، الندوة، المدينة، البلاد، ثم عمل مديرًا للنشر في شركة تهامة، وقبل وفاته عاد للعمل مديرًا للتحرير في عكاظ، بعد أن قضى نحو 10 سنوات محررًا للملحق الثقافي الخاص بصحيفة المدينة، حيث ساهم من خلاله في فتح آفاق للتجريب والحداثة أمام جيل من الكُتاب الشباب.

## مؤلفاته
- الصمت والجدران.[6]
- دوائر في دفتر الزمن.
- ألوان ثقافية، بالاشتراك مع محمد عبده يماني.[4]
- المجموعة القصصية الأخيرة.[2]

## وفاته
أصيب سباعي بجلطة في الدماغ نُقل إثرها لإحدى مستشفيات جدة، وظل هناك لعدة أشهر حتى توفي عام 1988.

## وصلات خارجية
أزمنة الموت والحلم - قصة قصيرة لسباعي عثمان